# Kokui (Transbaikalien)
Kokui (russisch Коку́й) ist eine Siedlung städtischen Typs in der Region Transbaikalien in Russland mit 7179 Einwohnern (Stand 14. Oktober 2010).

## Geographie
Der Ort liegt etwa 275 km Luftlinie östlich der Regionshauptstadt Tschita am linken Ufer des Amur-Quellflusses Schilka.
Kokui gehört zum Rajon Sretenski und befindet sich gut 10 km südwestlich von dessen Verwaltungszentrum Sretensk. Die Siedlung ist Sitz der Stadtgemeinde Kokuiskoje gorodskoje posselenije, zu der außerdem die Dörfer Bajan (20 km südwestlich) und Ust-Kurlytsch (8 km südwestlich) gehören.

## Geschichte
Der Ort wurde zu Beginn des 18. Jahrhunderts gegründet. Im 19. Jahrhundert wurde Kokui eine Kosakensiedlung. Eine um die Wende zum 20. Jahrhundert entstandene Werft wurde ab 1934 erheblich zur Sretensker Schiffswerft (Sretenski sudostroitelny sawod) für Fischerei- und Flusspassagierschiffe sowie Grenzpatrouillienboote ausgebaut. In Folge erhielt der Ort 1938 den Status einer Siedlung städtischen Typs.

### Bevölkerungsentwicklung
| Jahr | Einwohner |
| ---- | --------- |
| 1902 | 561       |
| 1923 | 1.046     |
| 1939 | 6.265     |
| 1959 | 10.043    |
| 1970 | 11.021    |
| 1979 | 11.570    |
| 1989 | 9.492     |
| 2002 | 8.119     |
| 2010 | 7.179     |

Anmerkung: ab 1939 Volkszählungsdaten

## Verkehr
Kokui liegt bei Streckenkilometer 39 der Eisenbahnstrecke Kuenga – Sretensk, ursprünglich 1897 als östlichster Abschnitt der Transbaikalbahn (Transsibirische Eisenbahn) eröffnet, seit dem Bau der 1916 fertiggestellten Amurbahn nur noch Stichstrecke.
Straßenverbindung besteht zur nördlich verlaufenden Regionalstraße R426 Mogoitui – Nertschinsk – Sretensk.